# テクラ (プロレスラー)
テクラ（THEKLA）こと、テクラ・カイシャウリ（Thekla Kaischauri
、1993年4月30日 - ）は、オーストリアの女性プロレスラー、画家。ウィーン出身。AEW所属。血液型AB型。身長155cm、体重52kg。

## 所属
- WUW（2017年 - 2020年）
- アイスリボン（2020年 - 2022年）
- スターダム（2022年 - 2025年）
- AEW（2025年 - ）

## 来歴
- 2018年にウィーンの地下プロレスでデビュー[1][注 1]。同年には日本の地下プロレスで初来日[3]。
- 2019年7月、日本で女子プロレスを習うためにアイスリボンに6週間の留学。7月27日の道場マッチにて女子プロレスデビュー[4]。
- 2020年2月、WUW女子王者として再来日。
- 2月15日、道場マッチにてYappyから勝利し自身初勝利を上げる。

### アイスリボン

#### 2020年
- 3月21日までの滞在の予定だったがコロナ禍により帰国が叶わず滞在を延長。3月29日の道場マッチにてアイスリボン入団を発表。
- 8月26日、SEAdLINNNGに初参戦。
- 8月29日、後楽園ホール大会にて、7月にチェリーに奪われたWUW王座に挑戦し奪還。
- 9月、ビザの関係でウィーンに帰国。この間に大学の修士課程を終える[2]。
- 12月、就労ビザを取得し再来日。2度目の緊急事態宣言が発令される直前であった。年末年始を挟み隔離期間を過ごす。

#### 2021年
- 1月16日、アイスリボン道場での記者会見に登場し23日の後楽園より参戦を発表。
- 2月23日、横浜ラジアントホール大会にて春輝つくしの保持するIW19王座に挑戦。前哨戦での直接勝利・挑発・パフォーマンスもあり試合も白熱するも敗北[5]。
- 4月11日、SKIPシティ大会にて世羅りさの保持するFantast ICE王座に挑戦するも敗北[6]。
- 5月3日、横浜ラジアントホール大会にて松屋うのの保持するトライアングルリボン王座に挑戦し直接勝利。自身初のアイスリボンのタイトル奪取となる[7]。
- 11月13日、大田区総合体育館大会にて藤田あかねに敗れWUW女子王座を喪失[8]。その試合を最後に欠場が続いた後、「本人からの申し出」により11月30日付でアイスリボンを退団[9]。

### スターダム

#### 2022年
- 1月3日、スターダムのベルサール新宿グランド大会に、ドンナ・デル・モンドの新メンバーとしてMIRAIとともに参戦[10]。
- 1月29日、愛知県体育館大会で白川未奈を下し、空位となっていたSWA世界王座を獲得[11]。
- 5月5日、岩谷麻優に敗れ、SWA世界王座を失う[12]。
- 6月4日より欠場に入り、STARDOM 5★STAR GP 2022もエントリーが確定しながらも欠場することとなった[13]。その後、10月22日に復帰[14]。復帰直後からジュリアとのタッグ「Mafia Bella」でGODDESSES OF STARDOMにエントリー。4勝3敗と勝ち越しこそ決めたが、1勝差で決勝進出を逃した[15]。

#### 2023年
- 5月27日、ジュリア、桜井まいとのトリオでKAIRI、なつぽい、安納サオリ組を破ってアーティスト・オブ・スターダム王座を獲得[16]。
- 6月27日から10日間、オーストリア文化フォーラムにて自身のイラスト作品やコスチュームを展示した個展「GIMME DANGER」を開催[17]。

#### 2024年
- 1月3日、朱里、MIRAI、壮麗亜美組に敗れ、アーティスト王座を失う[18]。その翌日、自身が所属するユニットのドンナ・デル・モンドが解散[19]。テクラは休養すると明かし[20]、休養中の4月に画家として個展「K.O. CITY」を開催する[21]。
- 4月27日、「ALLSTAR GRAND QUEENDOM 2024」での刀羅ナツコ対白川未奈戦の試合途中に乱入し白川を急襲。そのまま大江戸隊入りする[22] と共にアイドル化するベビーフェイスレスラーに対し「アイドル文化を完全に根絶する」と宣言し「ジ・アイドルキラー」の肩書きを名乗るようになる[23]。
- 7月23日、渡辺桃とのタッグで朱里・小波組が保持していたゴッデス・オブ・スターダム王座を奪回する[24]。なお、試合途中で朱里を裏切った小波は試合終了後に大江戸隊に復帰することを宣言した[24]。
- 7月28日、刀羅ナツコが大江戸隊を解散して立ち上げた新ヒールユニット「H.A.T.E.」に所属を移行。
- 10月2日、後楽園ホール大会で行われたCOSMIC ANGELS vs H.A.T.E.の4vs4イリミネーションマッチにおいて、BULLET CLUB WAR DOGSのクラーク・コナーズの乱入によりなつぽいに勝利[25]。
- 11月17日、『Historic X-over Ⅱ ～新日本プロレス×STARDOM合同興行にクラーク・コナーズと組んで出場。

2025年
- 1月13日、後楽園ホール大会において、アティーナ（AEW/ROH）とROH世界女子王座選手権試合に挑戦するも敗れる。[26]
- 4月27日、以前からのスタッフへの暴行を繰り返しや、罰金の未納など、度重なる素行不良により、当日付けでスターダムを解雇される[27]。

### AEW
- 5月29日、米国・AEWの「AEW　DYNAMITE」に突如現れジェイミー・ヘイターを急襲。[28]
- 5月30日、AEWへの入団を発表[29]
- 6月4日、「AEW　FYTER　FEST」にて米国デビューを果たした。[30]

## 人物
- H.A.T.E.加入後はファンを“スケベ”と称する。
- MFA（美術学修士号）を取得しており、Tシャツのデザインも手掛ける[2][31]。
- 元バレリーナ。
- 五つの言語を使う事ができる。
- 19歳の頃、母国のライブハウスで見たプロレスのポスターに惹かれ、実際に観戦しひと目でハマり、自身もレスラーを志す[2]。

## 得意技
DDD
相手の上半身をリバース・フルネルソンの形で捕らえた相手の体を右膝に乗せるようにして前傾姿勢となり、そこから自らの体を捻りながら倒れ込み、顔面からマットに叩きつける「ダブルアーム式ブレード・ランナー」。
以前までは「毒グモ・デス・ドロップ」という表記だった。
女郎蜘蛛
蜘蛛絡み
ダブルアーム・スープレックス
ウィーバックネヒト
変形鎌固め
夜蜘蛛ノ固め
足4の字固めからグラウンドで鎌固めに決める
スパイダーウェブ
「飛びつき式変形卍固め」
Death trap choke
首4の字からブリッジで締め上げる
スピアー
ダイビング・ボディ・プレス
クローズライン
フロント・ハイキック
スーパーキック

### その他（反則技）
ベルト（凶器）
自身が腰に装着しているベルトを外して鞭のように相手を叩いたり、相手を拘束することに使用している。

## タイトル歴
アイスリボン
- WUW女子王座（第3代・第5代）
- トライアングルリボン王座（第40代）

スターダム
- SWA世界王座（第8代）
- ゴッデス・オブ・スターダム王座（第34代）
  - パートナーは渡辺桃
- アーティスト・オブ・スターダム王座（第30代）
  - パートナーはジュリア&桜井まい

## 入場曲
Caught in Her Web
自作の入場曲で、イントロのハミングなどを担当している。また、スターダムではアレンジを加えて他選手同様に長尺のバージョンを使用していた。アレンジバージョンは公開されていない。